# Избори за народне посланике Бутана 2018.
Избори за народне посланике Бутана одржани су 15, септембра и 18. октобра 2018. године. Победу је однела опозициона Уједињена бутанска странка која је освојила 30 од 47 мандата. Ово су били трећи општи избори од када је бивши краљ Џигме Синге Вангчук спровео демократске реформе.

## Изборни систем
Избори су одржани у два круга. У првом кругу све странке се такмиче у 20 џонгхага (административне и судске области у Бутан). Две странке са највећим бројем гласова пролазе у други круг, у коме се боре за 47 посланичка места у Народној скупштини Бутана.

## Резултати
Владајућа Народна демократска партија бившег премијера Черинга Тобгаја освојила је треће место у првом кругу гласања, што је резултирало да је изгубила свих 32 места. У други круг гласања пласирале су се опозициона парламентарна Партија мира и напретка и непарламентарна Уједињена бутанска партија која је освојила највише гласова у првом кругу. Победом и у другом кругу, Уједињена бутанска странка је са 30 посланичких места преузела скупштинску већину и власт у Бутану.
| Партија                                                                        | Прва рунда | Прва рунда | Друга рунда | Друга рунда | Друга рунда | Друга рунда |
| Партија                                                                        | Гласови    | %          | Гласови     | %           | Места       | +/–         |
| ------------------------------------------------------------------------------ | ---------- | ---------- | ----------- | ----------- | ----------- | ----------- |
| Уједињена бутанска партија                                                     | 92.722     | 31,85      | 172.268     | 54,95       | 30          | +30         |
| Партија мира и напретка                                                        | 90.020     | 30,92      | 141.205     | 45,05       | 17          | +2          |
| Народна демократска партија                                                    | 79,883     | 27.44      |             |             | 0           | –32         |
|                                                                                | 28,473     | 9.78       | 0           | Нова        |             |             |
| Укупно                                                                         | 291,098    | 100        | 313,473     | 100         | 47          | 0           |
| Регистровани бирачи/излазност                                                  | 438,663    | 66.36      | 438,663     | 71.46       | –           | –           |
| Извор: Изборна комисија Бутана a, b Архивирано на веб-сајту (17. октобар 2020) |            |            |             |             |             |             |